# Dal (Norwegen)
Dal ist ein Dorf in Norwegen. Das Dorf liegt in der Kommune Eidsvoll nahe der Grenze zu Ullensaker in der Provinz (norwegisch: Fylke) Akershus. Dal gehört zum Tettsted Råholt.
Dal hat einen Bahnhof an der Strecke Eidsvoll–Oslo der Hovedbanen und wird von der NSB Lokaltog Østlandet angefahren. Diese Strecke war die erste öffentliche Bahnstrecke in Norwegen, wurde von der Norsk Hoved-Jernbane erbaut und 1854 in Betrieb genommen. Durch Dal führt die Europastraße 6.
Die Postleitzahl von Dal ist 2072.